# Lascelles Oneil Brown
Lascelles Oneil Brown (ur. 12 października 1974 w May Pen) – kanadyjski bobsleista jamajskiego pochodzenia. Dwukrotny medalista olimpijski.
W barwach Jamajki brał udział w IO 02, w kadrze jamajskich bobsleistów znajdował się między 1999 a 2004 rokiem. Jego żona jest Kanadyjką, przed igrzyskami w Turynie dostał obywatelstwo tego kraju. Na IO 06 wspólnie z Pierre’em Luedersem wywalczył srebrny medal w dwójkach. Cztery lata później był członkiem brązowej czwórki Lyndona Rusha. Ma w dorobku medale mistrzostw świata, w tym złoty (z Luedersem, 2005).